# (33052) 1997 UA8
1997 UA8 (asteroide 33052) é um asteroide da cintura principal. Possui uma excentricidade de 0.15675880 e uma inclinação de 3.07495º.
Este asteroide foi descoberto no dia 29 de outubro de 1997 por Klet em Kleť.